# Birmingham Bulls
I Birmingham Bulls sono stati una squadra di hockey su ghiaccio della World Hockey Association con sede nella città di Birmingham, nello Stato dell'Alabama. Nacquero nel 1976 e si sciolsero nel 1981 a metà campionato dopo essersi trasferiti nella Central Hockey League. Disputarono i loro incontri casalinghi presso il Birmingham Jefferson Convention Center.

## Storia
I Toronto Toros ebbero un relativo successo di pubblico, tuttavia l'affitto del Maple Leaf Gardens sempre più oneroso costrinse il proprietario della squadra John Bassett a trasferirsi a Birmingham, in Alabama, dove cambiarono il proprio nome in Birmingham Bulls.
Nel corso delle stagioni la dirigenza dei Bulls cercò di ingaggiare i migliori prospetti disponibili all'epoca. Non riuscirono a ingaggiare Wayne Gretzky, tuttavia riuscirono ad avvalersi di future stelle nella National Hockey League come Rick Vaive, Michel Goulet, Rob Ramage, Pat Riggin, Craig Hartsburg, Gaston Gingras e Rod Langway, oltre al veterano Paul Henderson. Nella stagione 1978-79 nonostante il mancato accesso ai playoff l'allenatore John Brophy vinse il premio come allenatore dell'anno.
I Bulls furono esclusi dalle trattative sulla fusione WHA-NHL del 1979. Oltre alla volontà della WHA di privilegiare le tre franchigie canadesi rimaste la NHL era scettica sul fatto di accettare un'altra franchigia degli Stati Uniti meridionali dopo le difficoltà affrontate dagli Atlanta Flames (i quali proprio nel 1980 si trasferirono a Calgary).
Dopo lo scioglimento della WHA i Birmingham Bulls si unirono alla Central Hockey League, lega nella quale rimasero fino alla chiusura della franchigia nel 1981.

### Affiliazioni
Nel corso della loro storia i Birmingham Bulls sono stati affiliati alle seguenti franchigie della National Hockey League:
- Atlanta Flames: (1979-1980)
- Calgary Flames: (1980-1981)

## Record stagione per stagione
| Birmingham Bulls (WHA) |         |    |    |    |   |    |     |     |    |                                 |
| 1976-77                | Eastern | 81 | 31 | 46 | 4 | 66 | 289 | 309 | 5° |                                 |
| 1977-78                | WHA     | 80 | 36 | 41 | 3 | 75 | 287 | 314 | 6° | perde 1º turno (Winnipeg) 1-4   |
| 1978-79                | WHA     | 80 | 32 | 42 | 6 | 70 | 286 | 311 | 6° |                                 |
| Birmingham Bulls (CHL) |         |    |    |    |   |    |     |     |    |                                 |
| 1979-80                | CHL     | 80 | 36 | 39 | 5 | 77 | 260 | 296 | 4° | perde 1º turno (Fort Worth) 1-3 |
| 1980-81                | CHL     | 58 | 17 | 37 | 4 | 38 | 204 | 277 | -  | squadra sciolta                 |

## Record della franchigia

### Singola stagione
Gol: 60  Mark Napier (1978-79)
Assist: 48  Dale Hoganson (1976-77)
Punti: 96  Mark Napier (1978-79)
Minuti di penalità: 284  Steve Durbano (1977-78)

### Carriera
Gol: 107  Paul Henderson
Assist: 110  Paul Henderson
Punti: 217  Paul Henderson
Minuti di penalità: 627  Dave Hanson
Partite giocate: 319  Paul Henderson

## Palmarès

### Premi individuali
- Bob Gassoff Trophy: 1

Gord Wappel: 1979-1980
- Robert Schmertz Memorial Trophy: 1

John Brophy: 1978-1979